# Закаменне
Закаменне (словац. Zákamenné) — село, громада округу Наместово, Жилінський край. Кадастрова площа громади — 42.9 км².
Населення 5623 осіб (станом на 31 грудня 2022 року).

## Географія
Протікають річка Засіглянка і Юріков потік.

## Історія
Закаменне згадується 1615 року.

## Населення
| Рік:            | 1994. | 2004.    | 2014.   | 2024.   |
| --------------- | ----- | -------- | ------- | ------- |
| Кількість осіб: | 4456  | 4962     | 5355    | 5694    |
| Різниця:        |       | +11,35 % | +7,92 % | +6,33 % |

| Рік:            | 2023. | 2024.   |
| --------------- | ----- | ------- |
| Кількість осіб: | 5687  | 5694    |
| Різниця:        |       | +0,12 % |